# Семёнов, Константин Игоревич
Константин Игоревич Семёнов (15 апреля 1922, Винница, УССР, СССР — 25 марта 1981) — советский писатель и сценарист.

## Биография
Родился 15 апреля 1922 года в Виннице. В 1941 году мобилизован в армию в связи с началом ВОВ и прошёл всю войну. После демобилизации, в 1947 году поступил на сценарный факультет ВГИКа, который окончил в 1952 году и с тех пор начал активно писать сценарии к кинофильмам, а также писать очерки в качестве писателя. В 1966 году вышла из печати книга Ровесник шагает по планете, где в ней был опубликован его очерк под названием Секреты Амура.
Скончался 25 марта 1981 года, не дожив буквально 20-ти дней до своего 59-летнего дня рождения.

## Фильмография

### Сценарист
- 1954 — Школа мужества
- 1957 — Орлёнок
- 1960 — Петя-петушок (мультфильм)